# 666 공포증

그리스 숫자 666

666 공포증(Hexakosioihexekontahexaphobia)은 요한묵시록 13장 18절 짐승에 나오는 구절에서 유래하는 공포증이다. 666이라는 숫자는 사탄과 적그리스도로 이어지는 짐승의 숫자로 되어 있다.